# Tarisa Watanagase

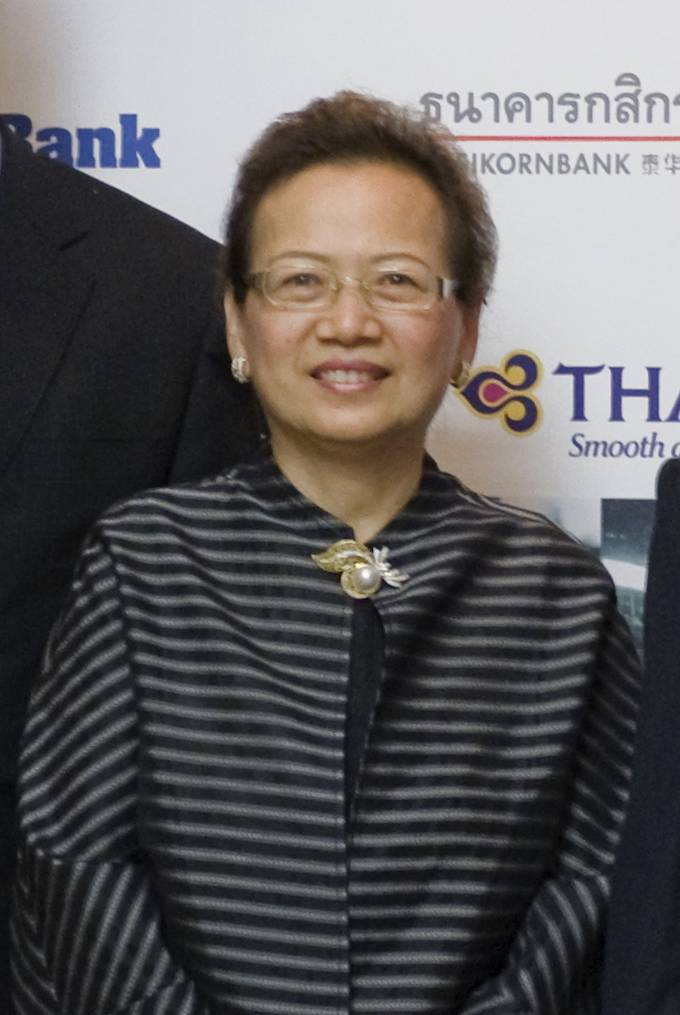
Tarisa Watanagase

Tarisa Watanagase; Thai: ธาริษา วัฒนเกส, Aussprache: tʰāːrísǎː wáttʰánákèːt; (* 30. November 1949) ist eine thailändische Volkswirtin.

## Leben und Karriere
Tarisa war vom 8. November 2006 bis 30. September 2010 Leiterin der Zentralbank Thailands. Sie war Nachfolgerin von Pridiyathorn Devakula, nachdem dieser Finanzminister der Übergangsregierung wurde. Zuvor war sie die stellvertretende Leiterin der Zentralbank. Sie war die erste Frau an der Spitze der Zentralbank in deren 64-jährigen Geschichte.
Tarisa arbeitet seit 1975 für die Zentralbank, deren stellvertretende Chefin sie 1992 wurde. Sie studierte an der japanischen Keiō-Universität und in den USA, sie promovierte an der Washington University in Wirtschaft. Von 1988 bis 1990 war sie für den Internationalen Währungsfonds tätig.
Tarisas Geldpolitik verfolgte einen protektionistischen Ansatz. So ist sie verantwortlich für die 2006 eingeführte Vorschrift, dass ausländische Anleger 30 % ihres in Thailand eingesetzten Kapitals zinslos bei der Zentralbank hinterlegen müssen. Damit soll ein zu starker Baht verhindert werden, der für die exportabhängige Industrie Thailands schädlich wäre.
Im Jahr 2007 erhielt sie die Ehrendoktorwürde der Keiō-Universität.
Sie ist verheiratet und hat eine Tochter.